# Forsøgscenter
Et forsøgscenter er et museum – typisk frilandsmuseum – som foruden at drive museumsvirksomhed også foretager arkæologiske og historiske undersøgelser indenfor en forholdsvis afgrænset tidsepoke f.eks forhistorisk tid eller middelalderen.
Kendte forsøgscentre er f.eks: Sagnlandet Lejre (tidligere Lejre Forsøgscenter), der beskæftiger sig med jægerstenalderen til Vikingetiden og Middelaldercentret ved Nykøbing Falster, der fokuserer på middelalderen i Danmark omkring år 1400.